# جز
الجز وحدة مسافة عند المسلمين. في جزيرة العرب، كان قدرها بين 25 و37 بوصة.